# Лунгу Ірина
Ірина Лунгу (нар. 5 червня 1980) — російська оперна співачка (сопрано). Закінчила Воронезьку консерваторію.